# Matteo dal Nasaro Veronese
Matteo dal Nasaro Veronese (Vérone, vers 1485 - Paris, vers 1548) est un orfèvre, sculpture sur bois et graveur lapidaire italien de la Renaissance connu pour ses portraits en camées. 

## Biographie
Né à Vérone vers 1485, Matteo dal Nasaro est l'élève de Galeazzo Mondella et Nicolò Avanzi.
Il part travailler à Paris vers 1518, au moment où les Français occupent la Lombardie. Il est, selon Vasari, le maître de Marc Béchot, et fut l'égal de Valerio Vicentino et de Giovanni Bernardi. 

## Œuvres

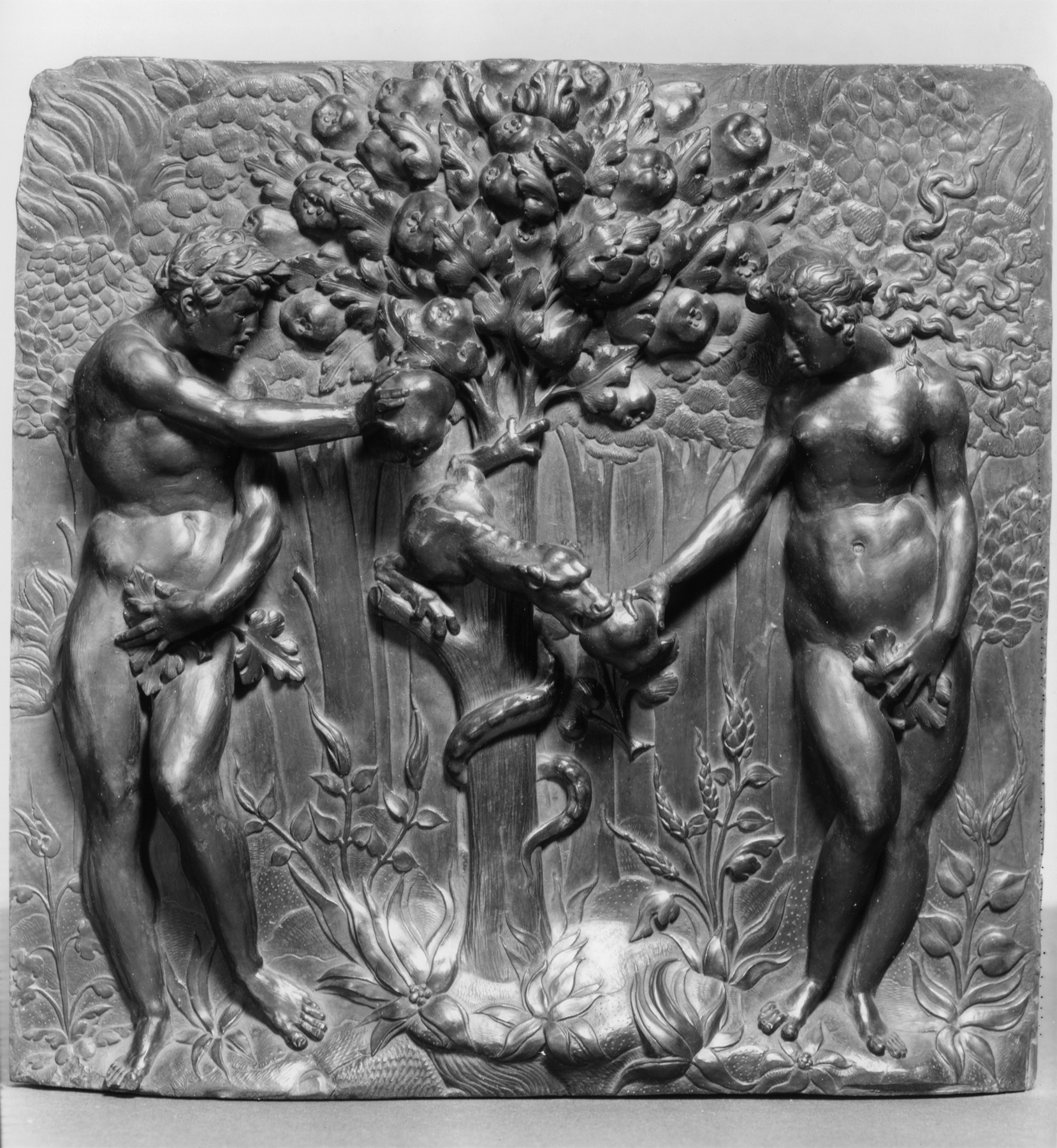
La Chute d'Adam et Ève, vers 1501, ardoise, Walters Art Museum.

Il est probablement l'auteur des sculptures de cornaline en intaille du Livre d'heures de François Ier.